# Академия питания и диетологии
Академия питания и диетологии (англ. Academy of Nutrition and Dietetics) — профессиональная ассоциация диетологов США. Основана в 1917 году. Представляет 73 000 участников и является крупнейшей в мире ассоциацией диетологов. Официальное издание ассоциации — Journal of the Academy of Nutrition and Dietetics. Штаб-квартира ассоциации расположена в Чикаго. Текущий президент — Сильвия Эскотт-Стамп.